# فوزية الطلحاوي
فوزية الطلحاوي (بالفرنسية : Fauzaya Talhaoui) من مواليد 1 نوفمبر 1969 بمدينة مليلية لأسرة ريفية , و هي سياسية بلجيكية

## نبذة شخصية
ولدت فوزية لأسرة ريفية أمازيغية هاجرت من الريف نحو مليلية و من ثم نحو بلجيكا

## مسيرتها السياسية
تنتمي فوزية إلى الحزب الإشتراكي الفلمنكي Vooruit ببلجيكا